# Анатоль Абраґам
Анатоль Абраґам (фр. Anatole Abragam, 15 грудня 1914, Грива (Даугавпілс) Курляндської губернії, Російська імперія — 8 червня 2011) — французький фізик, член Папської і Паризької (1973) академій наук, іноземний член Національної академії наук США (1977), Лондонського королівського товариства (1983), Російської академії наук (1999).